# Joseph Pearman
Joseph Pearman, född 8 maj 1892 i Manhattan i New York, död 30 maj 1961, var en amerikansk friidrottare.
Pearman blev olympisk silvermedaljör på 10 kilometer gång vid sommarspelen 1920 i Antwerpen.